# 마우고자타 키다바브원스카

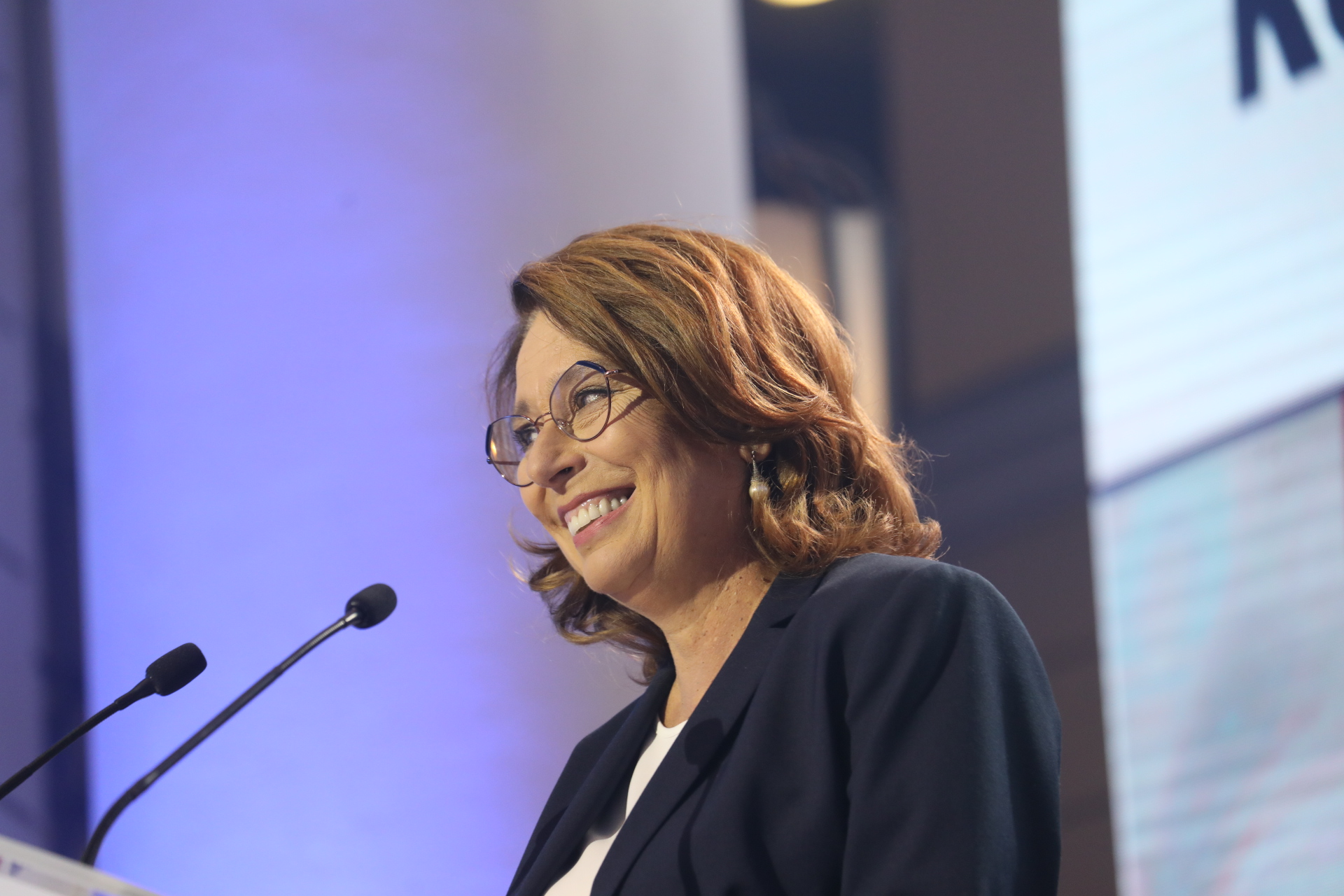
마우고자타 키다바브원스카

마우고자타 마리아 키다바브원스카(폴란드어: Małgorzata Maria Kidawa-Błońska, 혼전 성씨: 그랍스카(Grabska), 1957년 5월 5일 ~ )는 폴란드의 정치인이다.
2005년 9월 25일 바르샤바 19번 선거구의 시민연단 국회의원 후보로 출마해 4,615표를 얻어 당선되었으며, 2015년 6월 25일부터 2015년 11월 11일까지 폴란드 국회의장직을 역임했다. 2019년 9월 3일 시민연합의 총리 후보로 선출되었다.

## 사생활
마우고자타 키다바브원스카는 영화 감독 얀 키다바브원스키의 아내이며, 슬하에 얀이라는 아들을 두고 있다. 브와디스와프 그랍스키 전 총리와 스타니스와프 보이치에호프스키 전 대통령의 증손녀이기도 하다.

## 역대 선거 결과
| 선거명      | 직책명                         | 대수 | 정당      | 득표율 | 득표수    | 결과         | 당락                   |
| ----------- | ------------------------------ | ---- | --------- | ------ | --------- | ------------ | ---------------------- |
| 2001년 선거 | 하원의원 (바르샤바 제19선거구) | 4대  | 시민 연단 | 0.18%  | 1,339표   | 비례대표 6번 | 낙선                   |
| 2002년 선거 | 시의원 (바르샤바 제10선거구)   | 2대  | 시민 연단 | 7.06%  | 3,075표   | 1위          | 바르샤바 시의원 당선   |
| 2005년 선거 | 하원의원 (바르샤바 제19선거구) | 5대  | 시민 연단 | 0.61%  | 4,615표   | 비례대표 5번 | 바르샤바 하원의원 당선 |
| 2007년 선거 | 하원의원 (바르샤바 제19선거구) | 6대  | 시민 연단 | 1.14%  | 13,057표  | 비례대표 2번 | 바르샤바 하원의원 당선 |
| 2011년 선거 | 하원의원 (바르샤바 제19선거구) | 7대  | 시민 연단 | 4.42%  | 45,027표  | 비례대표 2번 | 바르샤바 하원의원 당선 |
| 2015년 선거 | 하원의원 (바르샤바 제20선거구) | 8대  | 시민 연단 | 16.48% | 80,866표  | 비례대표 1번 | 바르샤바 하원의원 당선 |
| 2019년 선거 | 하원의원 (바르샤바 제19선거구) | 9대  | 시민 연단 | 30.11% | 416,030표 | 비례대표 1번 | 바르샤바 하원의원 당선 |
| 2023년 선거 | 상원의원 (바르샤바 제43부)     | 11대 | 시민 연단 | 74.70% | 231,122표 | 1위          | 바르샤바 상원의원 당선 |

## 같이 보기
- 2015년 폴란드 총선